# دهه ۱۶۴۰ (پیش از میلاد)
دهه ۱۶۴۰ (پیش از میلاد) صد و شصت و چهارمین دهه قبل از مبدا شروع تقویم میلادی است.